# Acero microaleado
Acero microaleado (o en inglés, High-strength low-alloy (HSLA) steel) es un tipo de aleación metálica que provee mejores propiedades mecánicas o mejor resistencia a la corrosión que otros tipos de aceros. Los aceros microaleados difieren de otros aceros en que no son fabricados para cumplir una composición química específica sino para cumplir con propiedades mecánicas específicas. Tienen un contenido de carbono entre 0,05% y 0,25% en peso para mantener la conformabilidad y la soldabilidad. Otros elementos de aleación incluyen hasta un 2,0% de manganeso y pequeñas cantidades de cobre, níquel, niobio, nitrógeno, vanadio, cromo, molibdeno, titanio, calcio, tierras raras, o zirconio.
El cobre, titanio, vanadio y niobio son agregados para incrementar la resistencia. Estos elementos tienen por objeto alterar la microestructura de los aceros al carbono, la cual es generalmente una mezcla de ferrita-perlita, para producir una dispersión muy fina de aleaciones de carburos en una matriz casi pura de ferrita. Esto elimina el efecto de reducción de la tenacidad provocado por la fracción en volumen de perlita, aunque manteniendo e incrementando la resistencia del material mediante el refinamiento del tamaño de grano, el cual en el caso de la ferrita incrementa la tensión de fluencia en un 50% para cada reducción a la mitad del tamaño de grano promedio. El endurecimiento por preprecipitado juega un rol menor también.
La tensión de fluencia para estos aceros puede estar entre 250 MPa y 590 MPa. Debido a su mayor resistencia y tenacidad, los aceros microaleados suelen requerir entre un 25% y un 30% más de energía para conformarse, en comparación con aceros al carbono.
El cobre, silicio, níquel, cromo y fósforo son agregados para incrementar la resistencia a la corrosión. El zirconio, calcio y las tierras raras son agregadas para controlar la forma de las inclusiones de sulfuros, que incrementa la conformabilidad. Son necesarios porque la mayoría de los aceros microaleados tienen propiedades altamente dependientes de la dirección considerada. La conformabilidad y la resistencia al impacto pueden variar significativamente cuando son ensayados longitudinal o transversalmente al grano. Las flexiones paralelas al grano longitudinal son más propensas a fisurarse cerca del borde externo debido a las tensiones de tracción provocadas. Esta característica direccional se ve significativamente reducida en los aceros microaleados que han sido tratados para el control de las formas de sulfuros.
Son utilizados en autos, camiones, grúas, puentes, montañas rusas y otras estructuras que son diseñadas para manejar grandes tensiones o que necesitan una relación tensión-peso alta. Los aceros microaleados son utilizados en general con secciones que resultan entre un 20% y 30% más livianas que las que corresponderían a aceros al carbono para la misma resistencia.
Los aceros microaleados también son más resistentes a la corrosión que la mayoría de los aceros debido a su falta de perlita – las finas capas de ferrita (casi hierro puro) y cementita.[cita requerida] El Ángel del Norte es un ejemplo conocido de una estructura de acero microaleado sin pintar (la aleación específica utilizada se llama COR-TEN e incluye una pequeña cantidad de cobre). Los aceros microaleados tienen densidades de alrededor de 7800 kg/m³.

## Clasificaciones
- Aceros para intemperie: Aceros que tienen mejor resistencia a la corrosión. Un ejemplo común es el COR-TEN.
- Aceros de laminado controlado: Aceros laminados en caliente que tienen una estructura de austenita fuertemente deformada que se van a transformar en una estructura de ferrita muy fina equiaxiada al enfriarse.
- Aceros de perlita reducida: Aceros de bajo contenido de Carbono que resultan con poco o nada de perlita, pero principalmente un grano muy fino de matriz ferrítica. Son endurecidos por preprecipitado.
- Aceros microaleados (propiamente dichos): Aceros que tienen agregados de muy pocas cantidades de Niobio, Vanadio y/o Titanio para obtener un tamaño de grano refinado y/o endurecimiento por preprecipitado.

Un tipo común de aceros microaledos son los de conformabilidad mejorada. Tienen una tensión de fluencia de hasta 550 MPa, pero solo cuestan un 24% más que los aceros A36 (36.000 psi (250 MPa)). Una de las desventajas de este acero es que es entre un 30% y un 40% menos ductilidad. En los Estados Unidos estos aceros están normalizados por los estándares ASTM A1008/A1008M y A1011/A1011M para láminas de metal y A656/A656M para placas. Estos aceros fueron desarrollados para la industria automotriz, para reducir peso sin perder resistencia. Ejemplos de su uso incluye vigas en puertas antirrobo, elementos de chasis, refuerzos y soportes de montaje, partes de suspensión y dirección, parachoques y ruedas.

## Grados SAE
La Society of Automotive Engineers (SAE) mantiene estándares para grados de acero HSLA debido a que son usualmente utilizados en aplicaciones automotrices.
| Grado | % Carbono (máx) | % Manganeso (máx) | % Fósforo (máx) | % Azufre (máx) | % Silicio (max) | Notas                                   |
| ----- | --------------- | ----------------- | --------------- | -------------- | --------------- | --------------------------------------- |
| 942X  | 0.21            | 1.35              | 0.04            | 0.05           | 0.90            | Tratado con niobio o vanadio            |
| 945A  | 0.15            | 1.00              | 0.04            | 0.05           | 0.90            |                                         |
| 945C  | 0.23            | 1.40              | 0.04            | 0.05           | 0.90            |                                         |
| 945X  | 0.22            | 1.35              | 0.04            | 0.05           | 0.90            | Tratado con niobio o vanadio            |
| 950A  | 0.15            | 1.30              | 0.04            | 0.05           | 0.90            |                                         |
| 950B  | 0.22            | 1.30              | 0.04            | 0.05           | 0.90            |                                         |
| 950C  | 0.25            | 1.60              | 0.04            | 0.05           | 0.90            |                                         |
| 950D  | 0.15            | 1.00              | 0.15            | 0.05           | 0.90            |                                         |
| 950X  | 0.23            | 1.35              | 0.04            | 0.05           | 0.90            | Tratado con niobio o vanadio            |
| 955X  | 0.25            | 1.35              | 0.04            | 0.05           | 0.90            | Tratado con niobio, vanadio o nitrógeno |
| 960X  | 0.26            | 1.45              | 0.04            | 0.05           | 0.90            | Tratado con niobio, vanadio o nitrógeno |
| 965X  | 0.26            | 1.45              | 0.04            | 0.05           | 0.90            | Tratado con niobio, vanadio o nitrógeno |
| 970X  | 0.26            | 1.65              | 0.04            | 0.05           | 0.90            | Tratado con niobio, vanadio o nitrógeno |
| 980X  | 0.26            | 1.65              | 0.04            | 0.05           | 0.90            | Tratado con niobio, vanadio o nitrógeno |

| Grado         | Presentación                                              | Tensión de fluencia (mín) [psi (MPa)] | Resistencia a la tracción (mín) [psi (MPa)] |
| ------------- | --------------------------------------------------------- | ------------------------------------- | ------------------------------------------- |
| 942X          | Planchas, formas y barras hasta 4 plg.                    | 42.000 (290)                          | 60.000 (414)                                |
| 945A, C       | Chapas y flejes                                           | 45.000 (310)                          | 60.000 (414)                                |
| 945A, C       | Planchas, formas y barras:                                |                                       |                                             |
| 945A, C       | 0–0,5 plg.                                                | 45.000 (310)                          | 65.000 (448)                                |
| 945A, C       | 0,5–1,5 plg.                                              | 42.000 (290)                          | 62.000 (427)                                |
| 945A, C       | 1,5–3 plg.                                                | 40.000 (276)                          | 62.000 (427)                                |
| 945X          | Chapas, flejes, planchas, formas y barras hasta 1,5 plg.  | 45.000 (310)                          | 60.000 (414)                                |
| 950A, B, C, D | Chapas y flejes                                           | 50.000 (345)                          | 70.000 (483)                                |
| 950A, B, C, D | Planchas, formas y barras:                                |                                       |                                             |
| 950A, B, C, D | 0–0,5 plg.                                                | 50.000 (345)                          | 70.000 (483)                                |
| 950A, B, C, D | 0,5–1,5 plg.                                              | 45.000 (310)                          | 67.000 (462)                                |
| 950A, B, C, D | 1,5–3 plg.                                                | 42.000 (290)                          | 63.000 (434)                                |
| 950X          | Chapas, flejes, planchas, formas y barras hasta 1,5 plg.  | 50.000 (345)                          | 65.000 (448)                                |
| 955X          | Chapas, flejes, planchas, formas y barras hasta 1,5 plg.  | 55.000 (379)                          | 70.000 (483)                                |
| 960X          | Chapas, flejes, planchas, formas y barras hasta 1,5 plg.  | 60.000 (414)                          | 75.000 (517)                                |
| 965X          | Chapas, flejes, planchas, formas y barras hasta 0,75 plg. | 65.000 (448)                          | 80.000 (552)                                |
| 970X          | Chapas, flejes, planchas, formas y barras hasta 0,75 plg. | 70.000 (483)                          | 85.000 (586)                                |
| 980X          | Chapas, flejes y planchas hasta 0,375 plg.                | 80.000 (552)                          | 95.000 (655)                                |

| Clasificación    | Soldabilidad     | Conformabilidad  | Tenacidad |
| ---------------- | ---------------- | ---------------- | --------- |
| Peor             | 980X             | 980X             | 980X      |
|                  | 970X             | 970X             | 970X      |
| 965X             | 965X             | 965X             |           |
| 960X             | 960X             | 960X             |           |
| 955X, 950C, 942X | 955X             | 955X             |           |
| 945C             | 950C             | 945C, 950C, 942X |           |
| 950B, 950X       | 950D             | 945X, 950X       |           |
| 945X             | 950B, 950X, 942X | 950D             |           |
| 950D             | 945C, 945X       | 950B             |           |
| 950A             | 950A             | 950A             |           |
| Mejor            | 945A             | 945A             | 945A      |